# Regiony Japonii
     Hokkaido
     Tōhoku
     Kantō
     Chūbu
     Kinki
     Chūgoku
     Sikoku
     Kiusiu

Regiony Japonii
Hokkaido
Tōhoku
Kantō
Chūbu
Kinki
Chūgoku
Sikoku
Kiusiu

Regiony Japonii – nieoficjalne jednostki podziału geograficznego Japonii. Według niego istnieje 8 regionów. Ten nieformalny podział stosują m.in. wydawcy map i opracowań geograficznych, redagujący prognozy pogody oraz przedsiębiorstwa i instytucje, umieszczając je w swoich nazwach własnych: Kinki Nippon Railway, Chūgoku Bank, Tohoku University itp.
W Japonii istnieje również podział na osiem sądów wyższych, jednak ich jurysdykcja nie pokrywa się z regionami Japonii.
Wymieniając od północy, tradycyjnymi, geograficznymi regionami Japonii są:
- Hokkaido (Hokkaidō) (wyspa Hokkaido oraz przyległe wyspy, największe miasto, stolica Sapporo)
- Tōhoku (północna część wyspy  Honsiu, największe miasto Sendai)
- Kantō (wschodnia część wyspy Honsiu, największe miasta Tokio i Jokohama)
- Chūbu (centralne Honsiu), podzielone na mniejsze regiony:

Hokuriku (północno-zachodnie Chūbu)
Kōshin’etsu (północno-wschodnie Chūbu, największe miasto Nagano)
Tōkai (południowe Chūbu, największe miasta Nagoja, Hamamatsu i Shizuoka)
Chūkyō (południowo-zachodnia część Chūbu, największe miasta Nagoja, Gifu i Yokkaichi)
- Kinki lub Kansai (zachodnio-centralna część wyspy Honsiu, największe miasta Osaka, Kobe i Kioto)
- Chūgoku (zachodnia część wyspy Honsiu, największe miasta Hiroszima i Okayama)

San’in (północna część Chūgoku obejmująca prefektury Shimane, Tottori oraz północną część Yamaguchi)
San’yō (południowa część Chūgoku, obejmuje prefektury Okayama, Hiroszima oraz południową część Yamaguchi)
- Sikoku (Shikoku, wyspa, największe miasta Matsuyama i Takamatsu)
- Kiusiu (Kyūshū, wyspa, największe miasto Fukuoka) do regionu wlicza się również:

Wyspy Riukiu (Ryūkyū, właściwa nazwa archipelag Nansei, razem z Okinawą.
Formalnie Japonia jest podzielona na 47 prefektur. Jedna z nich, największa, obejmująca całą wyspę Hokkaido, jest podzielona na 14 podprefektur.